# Ladrovići
Ladrovići is een plaats in de gemeente Poreč in de Kroatische provincie Istrië. De plaats telt 62 inwoners (2001).